# 살구나무절
살구나무절(Prunus sect. Armeniaca)은 벚나무속의 여러 과의 식물을 생산하는 나무이다. 열매는 살구라 부른다.
보통 살구나무절은 살구나무종에서 기원하지만 다른 종에서 기원하기도 한다.

## 종
- 살구나무
- 브리앙송살구
- 개살구나무
- 매실나무

## 영양 성분
100 그램 기준으로 48칼로리를 제공하며 11%의 탄수화물, 1%의 단백질, 1% 미만의 지방, 86%의 물이 포함된다. 준수한 수준의 비타민 A와 비타민 C로 구성된다.